# Bahnhof Halwill Junction

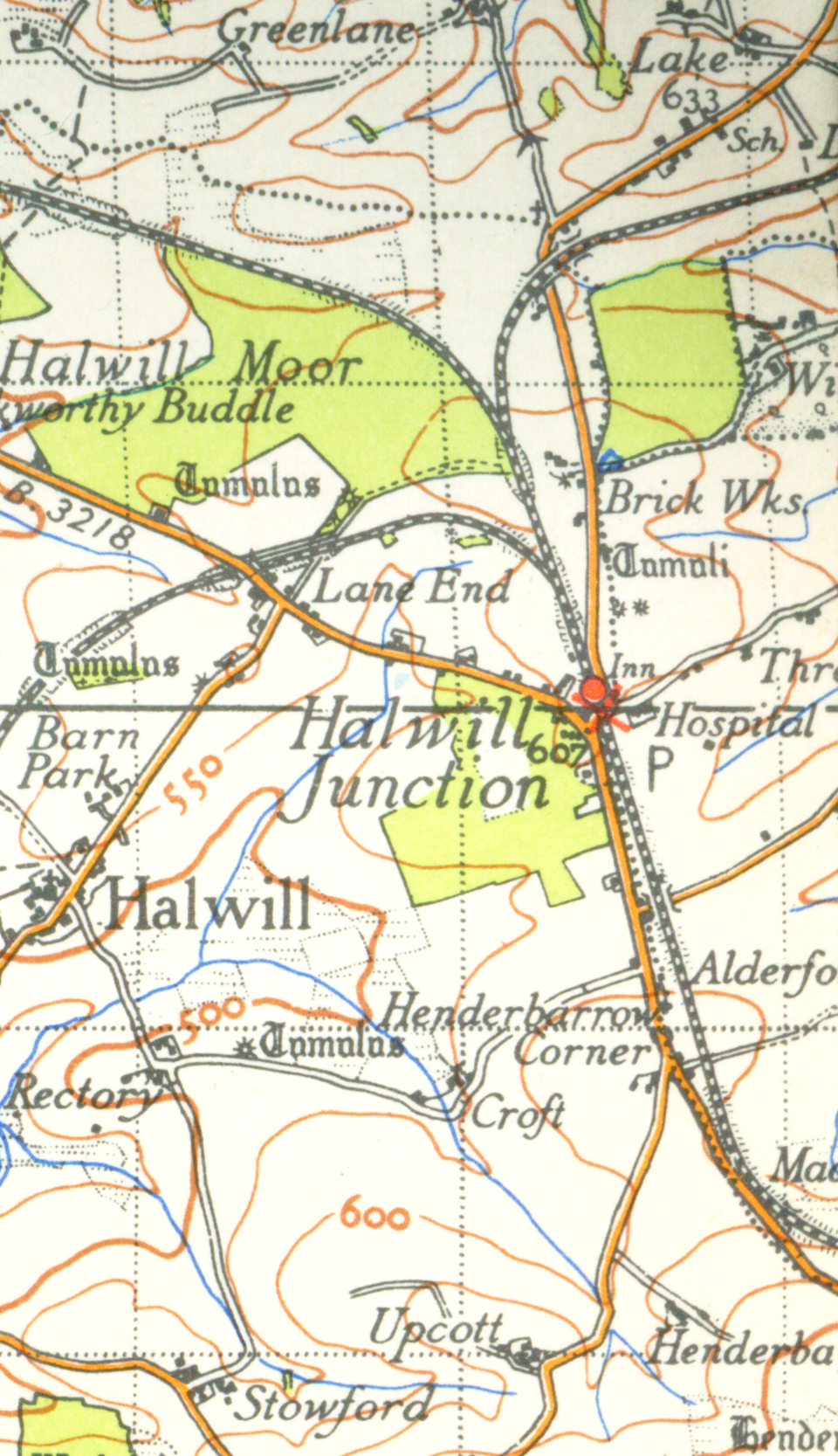
Karte von 1946. Das Gitternetz hat einen Abstand von 1 Meile.

Der Bahnhof Halwill Junction lag im Westen Devons in Großbritannien nahe der Ortschaft Halwill und war bis Mitte des 20. Jahrhunderts ein wichtiger Kreuzungsbahnhof. Mittlerweile ist das Umfeld der nach Westen führenden Strecke ein Naturschutzgebiet und wird zunehmend dem Radverkehr eröffnet.

## Lage
An der Stelle kreuzten sich die Strecken von Okehampton und Plymouth, die 1879 von der London and South Western Railway (L&SWR) über Halwill bis Holsworthy führte, und der seit 1886 bestehenden North Cornwall Railway nach Padstow über Ashwater. Am 27. Juli 1925 wurde zusätzlich die North Devon and Cornwall Junction Light Railway nach Great Torrington eröffnet, wo diese wieder Gleise der L&SWR traf. Der Bahnhof hieß ursprünglich Halwill for Beaworthy, ab 1887 Halwill Junction und ab 1923 nur noch Halwill. Im Sprachgebrauch hat sich jedoch die Bezeichnung Halwill Junction erhalten.

## Bahnhofsanlagen
Der Bahnhof besaß zwei einander gegenüberliegende Außenbahnsteige, die sich weit im Südosten der umfangreichen Gleisanlagen befanden, unmittelbar am Bahnübergang, sowie ab 1925 einen weiteren im Nordosten für die Züge in Richtung Torrington. Die Bahnanlagen waren ansonsten recht sonderbar: Das Empfangsgebäude wurde trotz zusätzlicher Verbindungen und entsprechend höherem Verkehrsaufkommen über die Jahre nicht vergrößert. Es besaß kein Vordach oder ähnlichen Wetterschutz und keine Gleisüber- oder unterführung. Für den Wechsel des Bahnsteiges musste der Bahnübergang benutzt werden. Für den Bahnhof gab es nur ein Stellwerk, das als das wahrscheinlich komplexeste Englands für nur einspurige Strecken beschrieben wird.

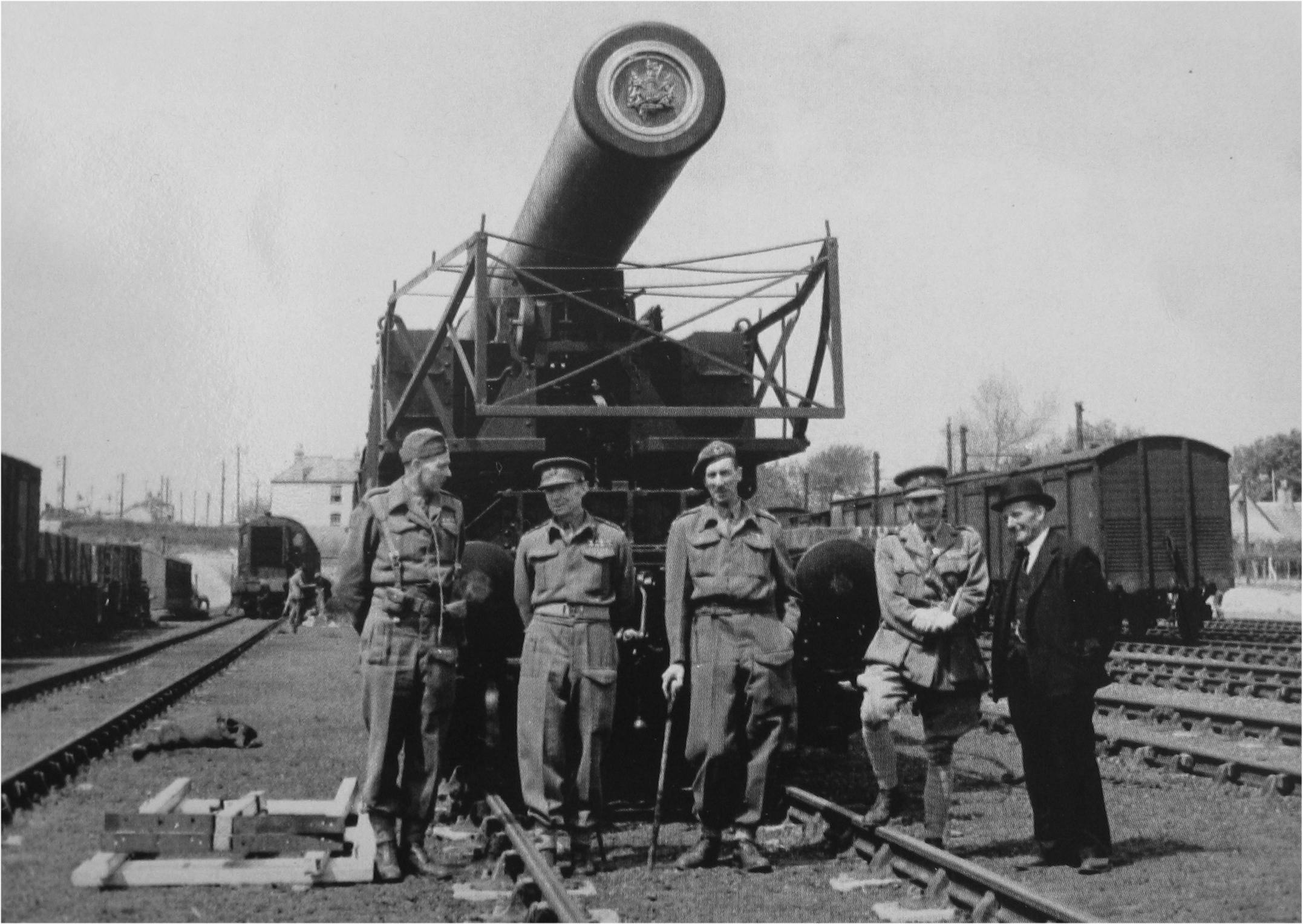
Auf dem Gelände der Abstellgleise, die im Krieg gebaut worden waren

Zusätzlich zu den vier Destinationen mussten von hier auch acht Abstellgleise, die in die verschiedenen Richtungen abzweigten, bedient werden. Die größten Herausforderungen bestanden während des Zweiten Weltkriegs unmittelbar vor dem Einmarsch der Alliierten nach Nordfrankreich, weil über den Bahnhof ein ungeheuer großes Transportvolumen zu bewältigen war.

## Schließung
Halwill Junction wurde zum 1. Oktober 1966 für den Personenverkehr geschlossen, nachdem bereits seit Jahren die Passagierzahl kontinuierlich zurückgegangen war. Grund war vor allem, dass die Touristen jetzt mehr und mehr mit dem eigenen Auto anreisten. Fast bis zum Ende wurden auf den Strecken Dampflokomotiven eingesetzt, erst in den letzten Jahren, in denen der Zugverkehr schon erheblich ausgedünnt war, wurden diese durch Diesellokomotiven ersetzt.

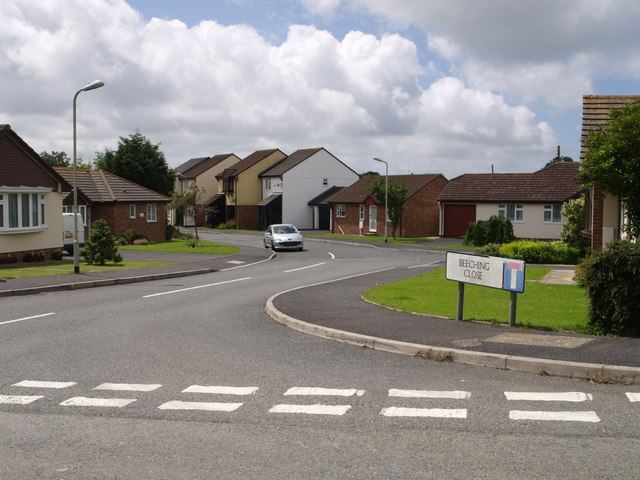
Beeching Close

Die Umgebung der ehemaligen Bahnstation ist heute mit Wohnhäusern bebaut. Eine Sackgasse, die heute an der Stelle einiger der Abstellgleise angelegt ist, wurde ironischerweise nach dem Vorsitzenden der Aufsichtsbehörde der Staatsbahn British Railways, Richard Beeching, benannt, der für umfangreiche Streckenschließungen verantwortlich war, und heißt folgerichtig Beeching Close.